# Drugo Bugarsko Carstvo
Drugo Bugarsko Carstvo (bug. Vtoro bъlgarsko carstvo) bila je srednjovjekovna bugarska država u jugoistočnoj Europi koja je postojala od 1185. do 1396. ili 1397. godine. Prostirala se na većinskome dijelu Balkanskoga poluotoka.
Ovo carstvo naslijedilo je Prvo Bugarsko Carstvo. Bilo je na vrhuncu moći pod Kalojanom i Ivanom Asenom II. nakon križarskoga osvajanja Carigrada 1204. godine. Uspon Nicejskog Carstva to jest Bizanta od 1240. godine i potom mongolska invazija sveli su Drugo Bugarsko Carstvo na drugorazrednu državu čak i u balkanskim okvirima koja je ujedno bila i mongolski vazal. 
Životarenje ovog carstva koje se polovicom 14. stoljeća raspalo na 3 dijela na kraju je završilo Osmanskom aneksijom 1395. godine, a Bugari će obnovu svoje izgubljene nezavisnosti morati čekati do 1878. godina kada se osniva Kneževina Bugarska.